# Écorpain
Écorpain település Franciaországban, Sarthe megyében. Lakosainak száma 304 fő (2022. január 1.). Écorpain Coudrecieux, Bouloire, Maisoncelles, Montaillé, Sainte-Cérotte és Val-d’Étangson községekkel határos.

## Népesség
A település népességének változása:
| Lakosok száma | 305  | 297  | 301  | 296  | 297  | 298  | 299  | 301  | 304  |
|               | 2013 | 2015 | 2016 | 2017 | 2018 | 2019 | 2020 | 2021 | 2022 |